# Caythorpe, Nottinghamshire
Caythorpe är en ort och civil parish i Storbritannien.   Den ligger i grevskapet Nottinghamshire och riksdelen England, i den sydöstra delen av landet, 180 km norr om huvudstaden London. Antalet invånare är 271.